# Table
Jocul de table este un joc de noroc și strategie între două persoane, cu două zaruri cubice și 30 de puluri (rondele pline), câte 15 pentru fiecare jucător, practicat pe o tablă specială de joc care are două rânduri de câte 12 săgeți opuse încrustate sau pictate. Jocul de table este printre cele mai vechi jocuri din lume, are diverse variante și este practicat în toată lumea.

## Istoria
Primele indicii ale unui joc asemănător vin din Egiptul antic unde se practica Senet, tot pe o tablă specială, mutările pieselor fiind decise prin mișcarea zarului. În Mesopotamia, un alt strămoș al tablelor se numea Jocul Regal al lui Ur. Iar în Iran, în orașul Shahr-i Sokhta au fost descoperite semne ale unui joc asemănător, datând în jurul anului 3.000 î.H. În urma unor săpături s-au găsit zaruri și 60 de piese. Cel mai apropiat strămoș de actualul joc de table a fost găsit în orașul iranian Jiroft unde s-a descoperit o masă de joc cu trei rânduri a câte 12 puncte, identică cu jocul roman „duodecim scripta”.
În Roma antică se juca un joc intitulat Ludus duodecim scriptorum („Jocul celor 12 linii” sau „Jocul celor 12 semne”) care avea loc tot pe o tablă cu trei rânduri a câte 12 puncte, iar piesele erau mutate pe toate cele trei rânduri, în funcție de numărul dat prin rostogolirea zarului. O variantă ulterioară a jocului a redus masa de joc la doar două rânduri și a purtat numele Tabula (care înseamnă „tablă” sau „masă”), un joc similar celui modern, în care obiectivul era eliminarea tuturor pulurilor proprii înaintea adversarului. Erau folosite trei zaruri, iar pulurile adverse erau mutate în sens opus.

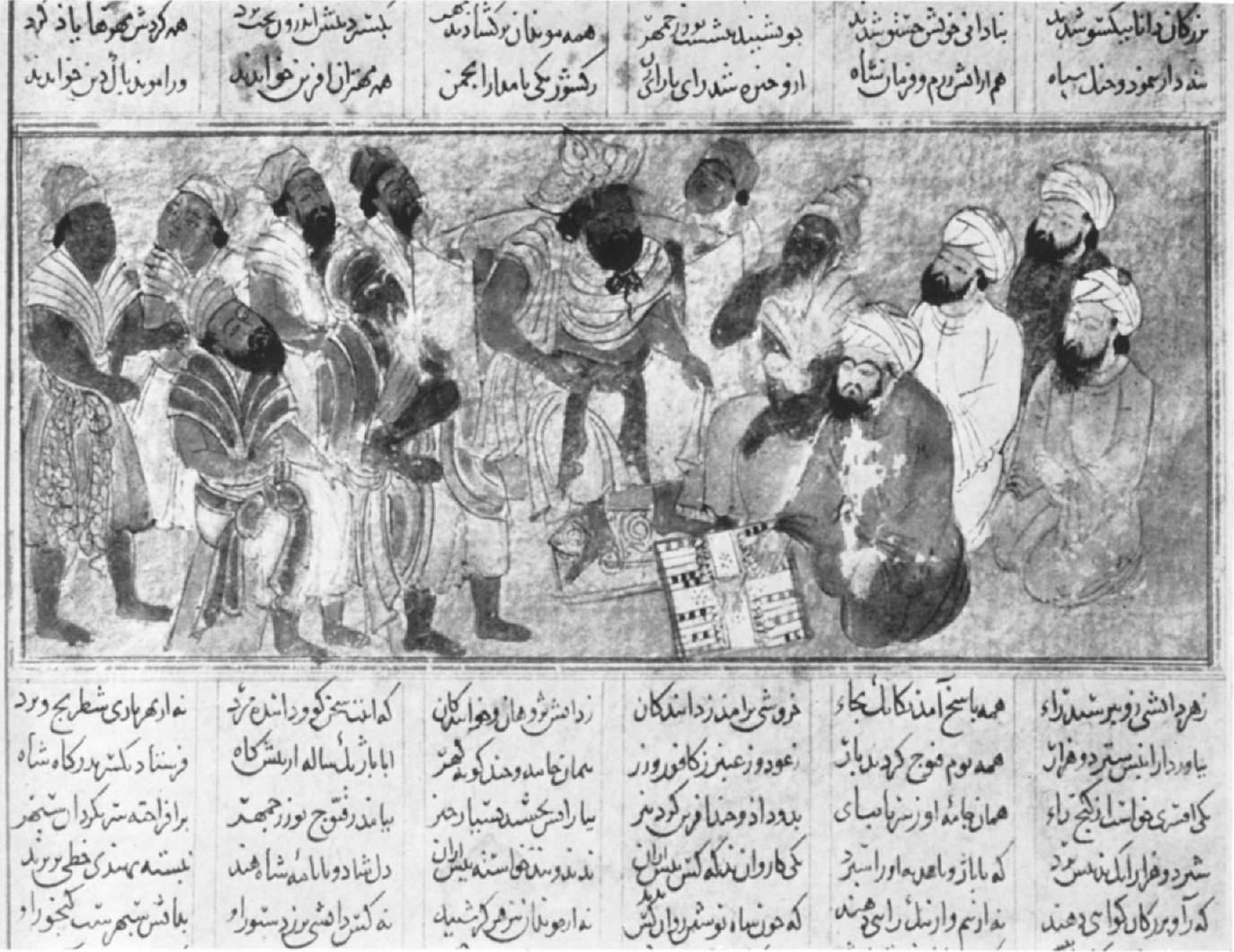
Burzoe prezintă conducătorilor indieni jocul nard

În secolul XI, poetul persan Ferdowsi îl declară pe Burzoe drept inventatorul jocului nard, undeva în secolul al VI-lea. Ferdowsi descrie o întâlnire între Burzoe și conducătorii indieni care fac schimb de jocuri. Indienii îi prezintă fizicianului persan jocul de șah, iar acesta le arată jocul nard, practicat cu ajutorul unor zaruri create din fildeș și arborele de tec.
Jocul de table propriu-zis a apărut prima dată în Europa în secolul XI, și a fost repede adoptat de pasionații jocurilor de noroc. În 1254, Regele Franței Ludovic al IX-lea a emis un decret prin care interzicea membrilor curții să practice jocuri cu zaruri. Cunoscut pentru pasiunea pentru șah, Alfonso al X-lea al Castiliei a descris în lucrările sale, Libro de los juegos și El libro de ajedrez, dados e tablas regulile unor jocuri cu zaruri. În Anglia secolului al XVI-lea, jocul, cunoscut atunci sub numele de "Tables," a devenit extrem de popular, fiind jucat în taverne, casele nobililor, și chiar la curtea regală. Această perioadă a văzut nașterea unor variații ale jocului care au contribuit la forma modernă a backgammonului.

## Variante ale jocului

### În Orientul Mijlociu și Asia Centrală
În Orientul Mijlociu și Asia Centrală este practicat un joc asemănător cu tablele, intitulat ifranjiah (ceea ce înseamnă „Francii”). În Iran, denumirea jocului este takhte nard, iar în Israel și în Orientul Mijlociu mai este cunoscut și ca shesh besh (ceea ce înseamnă „șase și cinci”).
Numele nardshir vine din două cuvinte persane: nard (Bloc de lemn) și shir (Leu) care se referă la cele două tipuri de piese puse în joc.
În mai multe texte arabice se dezbate legalitatea și moralitatea acestui joc. În secolul al VIII-lea școlile musulmane de jurisprudență au anunțat interzicerea jocului, dar nu au reușit oprirea creșterii popularității sale.

#### Mahbusa
Mahbusa înseamnă „arestat”. Fiecare jucător începe cu 15 puluri dispuse pe cele 24 de puncte ale adversarului. Dacă piesa unuia dintre jucători ajunge pe același punct cu a unui adversar, este plasată peste a acestuia, care devine „arestată” și nu mai poate fi mutată până când adversarul nu își mișcă propriul pul.
În unele țări arabe este păstrat încă limbajul persan sau kurd la anunțarea cifrelor zarului, în locul limbajului arab modern

#### Narde
În zona Podișului Iranului și a Caucazului, mai ales în Iran, Armenia, Azerbaijan, Georgia și Rusia este foarte răspândit jocul narde. Fiecare jucător posedă câte 15 puluri plasate în propria casă de 24 de puncte, diferența față de Mahbusa fiind interzicerea de a plasa o piesă proprie pe un culoar ocupat de o piesă a adversarului. Astfel, cea mai bună strategie de joc este crearea unor rânduri cât mai lungi de piese proprii pentru a-l împiedica pe adversar să se dezvolte.
Jocul este cunoscut sub numele „Fevga” în Grecia și „Moultezim” în Turcia.

### În România
La bordul navelor marinarii joacă 3 variante de table:
- Frizerie, varianta cea mai cunoscută
- Ghiul, cu întinderea pulurilor pe cât mai mult spațiu
- Prizon, cu blocarea pulurilor adversarului